# Jožef Pajek
Jožef Pajek, rimskokatoliški duhovnik, pisatelj, narodopisec, zgodovinar, * 29. julij 1843, Prežigal pri  Slovenskih Konjicah, † 25. julij 1901, Maribor.

## Življenje in delo
Rodil se je očetu Jožefu in materi Ani (rojena Pintar). V duhovnika je bil posvečen 29. julija 1866 v Konjicah. Službo kaplana je opravljal v več krajih. V letih 1872−1893 je bil učitelj verouka na mariborski gimnaziji, od leta 1893 pa stolni kanonik. V Gradcu je leta 1870 postal doktor bogoslovja. Na gimnaziji v Mariboru je poučeval tudi slovenščino ter na bogoslovju moralno teologijo. Ukvarjal se je z narodopisjem in slovstveno zgodovino. Zbiral je »narodno blago« za slovensko Štajersko.
Leta 1885 je izdal zbirko Volkmerjevih pesmi pod naslovom Leopold Volkmer, veseli pesnik Slovenskih goric (COBISS).
Pokopan je ob cerkvi sv. Ane na pokopališču v Slovenskih Konjicah.

## Dela
v slovenščini:
- Torklja
- Praznoverne bajke in šege med štajerskimi Slovenci
- Črtice iz duševnega žitka štajerskih Slovencev 1884,

v nemščini:
- Die Fürstbischöfliche Residenzstadt Marburg mit ihren Vororten, Maribor, 1900, (COBISS)

## Odlikovanja
vitez reda železne krone